# Charles Louis Stanislas Heurteloup
Charles Louis Stanislas Heurteloup, född den 16 februari 1793 i Paris, död 1864, var en fransk kirurg.
Heurteloup blev medicine doktor 1823 och ägnade sig sedan huvudsakligen åt behandlingen av stenar i urinblåsan, över vilket ämne han utgav ett stort antal större och mindre arbeten. Det av honom för krossning av sådana stenar konstruerade instrumentet (perkutören) inleder en ny epok i stenkrossningens utveckling, enär tack vare detta och de förbättringar, som det sedan undergick, den tidigare mycket osäkra operationen blev lätt att utföra (Ernst Julius Gurlt). 
Heurteloup uppfann också den artificiella igeln, som även kallas Herteloups igel. Den består av ett cirkelrunt, skärande instrument, ett slags fin cirkelsåg, som sätts i gång genom en enkel vridning med handen. Ovanpå stället sätts sedan en cylinder av glas med tätt slutande pistong. Genom en skruv lyftes denna småningom i höjden, och blodet uppsugs i glascylindern.